# Johannes Müller (Maler, 1806)
Johannes Müller (* 4. Oktober 1806 in Hundwil; † 27. Dezember 1897 in Stein AR, reformiert, heimatberechtigt in Hundwil) war ein Schweizer Maler und Vertreter der Appenzeller Bauernmalerei.

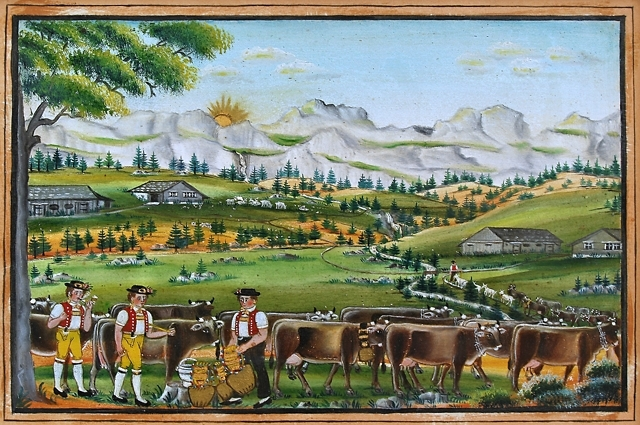
Ankunft auf der Alp, um 1865

## Leben
Johannes Müller, Sohn des Müllers und Landwirts Johannes Müller senior und der Anna Katharina geborene Zuberbühler, war beruflich als Maler, Glaser und Uhrmacher tätig. Er war zweimal verheiratet. Die erste Ehe ging er 1829 mit Anna Katharina geborene Näf ein, mit der er zwei Söhne hatte, von denen der Ältere früh verstarb. Ein Jahr nach dem Tod seiner ersten Frau heiratete er 1863 die Witwe Anna Näf-Alder aus Urnäsch. Johannes Müller verstarb am 27. Dezember 1897 im Alter von 91 Jahren in Stein im Kanton Appenzell Ausserrhoden.

## Werk
Johannes Müller arbeitete im Auftrag wohlhabender Bauern. Er begann seine künstlerische Karriere als Möbelmaler. In der Folge verlegte Müller sich auf das Malen von Porträts sowie von Eimerbödeli – einem runden Gemälde auf der Unterseite des Fahreimers beziehungsweise Melkeimers, der vom Senn am Henkel über der linken Schulter getragen wird. Müllers erstes bekanntes Eimerbödeli datiert aus dem Jahr 1832 angefertigt für einen gewissen Martin Weiss. Des Weiteren malte er Ansichten prominenter Gebäude wie des Gasthofs Rossfall sowie zahlreiche Alpfahrtsbilder – in denen Szenen vom feierlichen Almauftrieb im Mai dargestellt werden. Sein erstes handsigniertes Alpfahrtsbild schuf er mit der Alp Wendbläss im Jahr 1859.
Johannes Müller – er gilt als Nestor der Appenzeller Poya- oder Senntumsmalerei – prägte das Genre mit seiner akkuraten Ordnung der Tiere, Menschen, Häuser in der eigentümlich gestaffelten Landschaft. Er war der Lehrmeister von Anna Barbara Giezendanner und Johannes Zülle, den er massgeblich beeinflusste. Werke Müllers sind in der ständigen Ausstellung zur Senntumsmalerei im Appenzeller Volkskunde-Museum in Stein AR zu besichtigen.
Seine Werke sind in folgenden Museen zu finden: Museum Appenzell, Museum der Kulturen Basel, Historisches und Völkerkundemuseum St. Gallen, Kunstmuseum St. Gallen, Appenzeller Volkskunde-Museum Stein AR, Appenzeller Brauchtumsmuseum Urnäsch.

## Werkverzeichnis
(Auswahl)
- Sennstreifen, 1872
- Bildnis eines Sennen, ca. 1860
- Alp Wendbläss (Aufschrift: Jakob Frehner, Alp Wendbläss, gemalt 1859, Müller)
- Alpfahrt, ca. 1870
- Alpfahrt, ca. 1860
- Alp, ca. 1860
- Toggenburger Alp, 1855
- Drei verschiedene Ansichten des Gasthauses zum Rossfall, 1880–1885